# Пхоу Вун Даун
Пхоу Вун Даун — буддийский пещерный комплекс в северной Мьянме, расположенный примерно в 25 километрах к западу от Моунъюа и в 10 километрах к юго-востоку от Yinmabin. Он расположен на западном берегу реки Чиндуин. Название комплекса означает Гора изолированной уединённой медитации.
Комплекс состоит из 947 малых и больших богато украшенных пещер. Они высечены в обнажении песчаника и содержат многочисленные резные статуи Будды и фрески с геометрическими узорами и историями джатаки. Статуи и картины были датированы 14 и 18 веками.

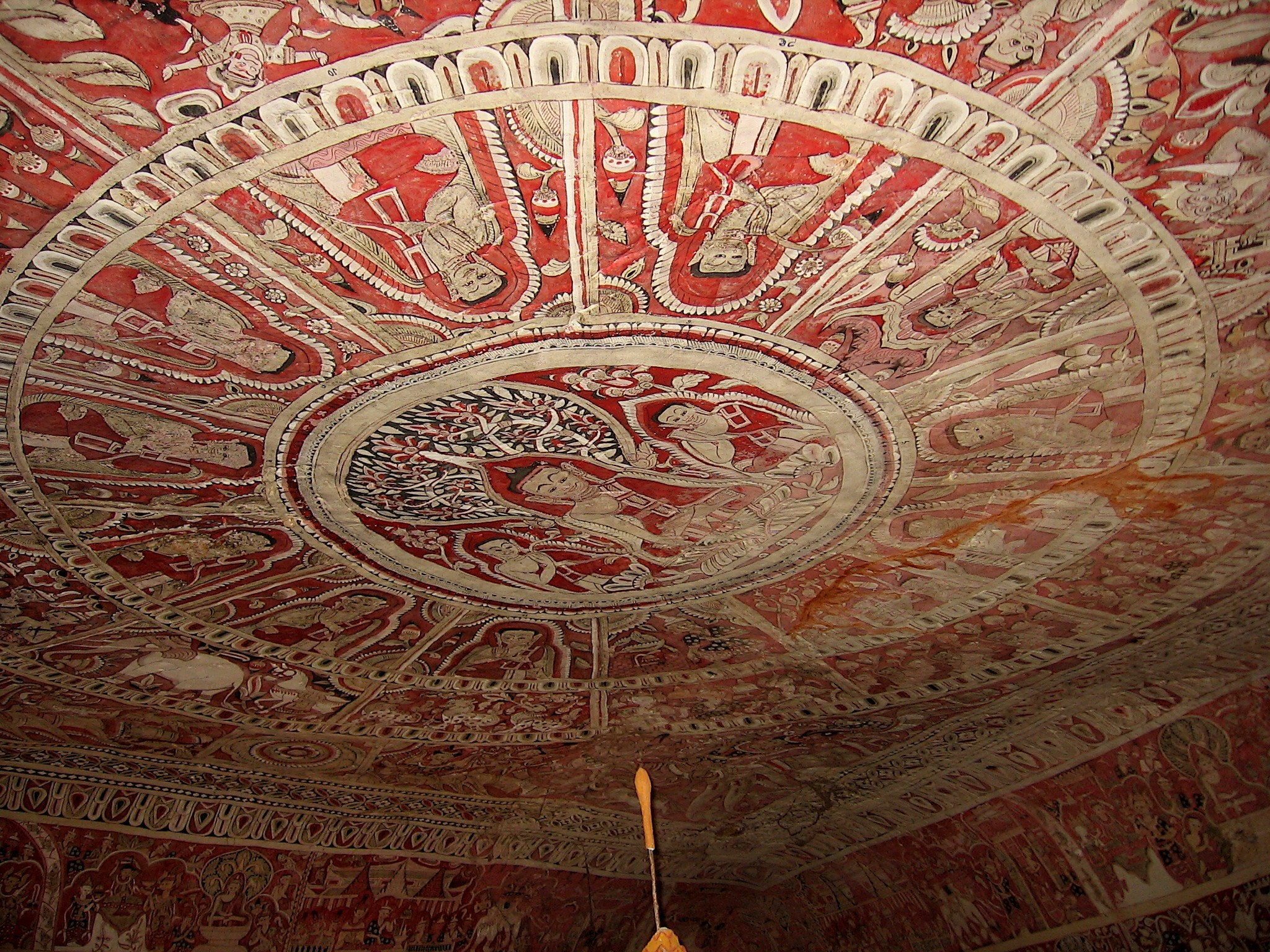
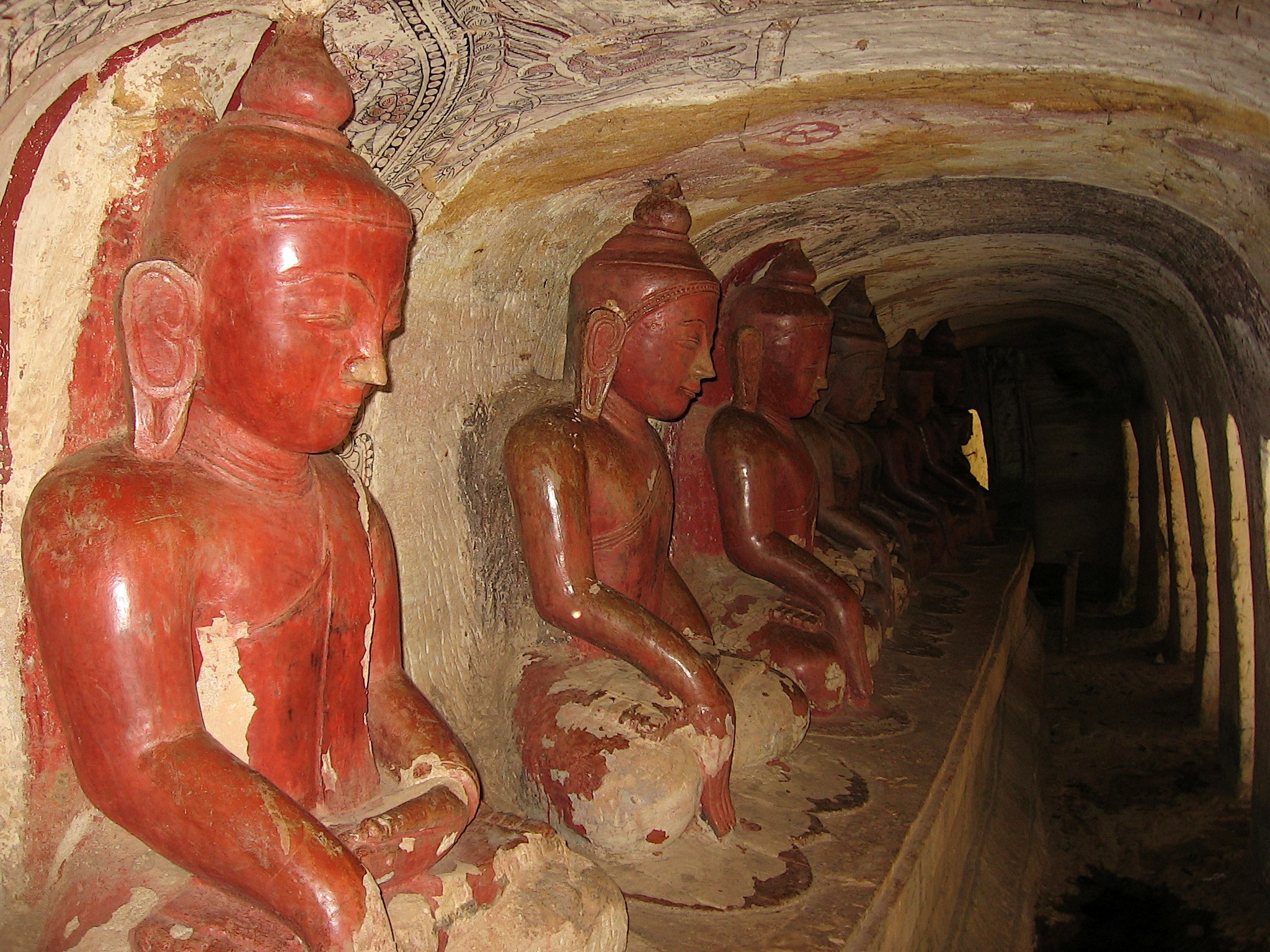
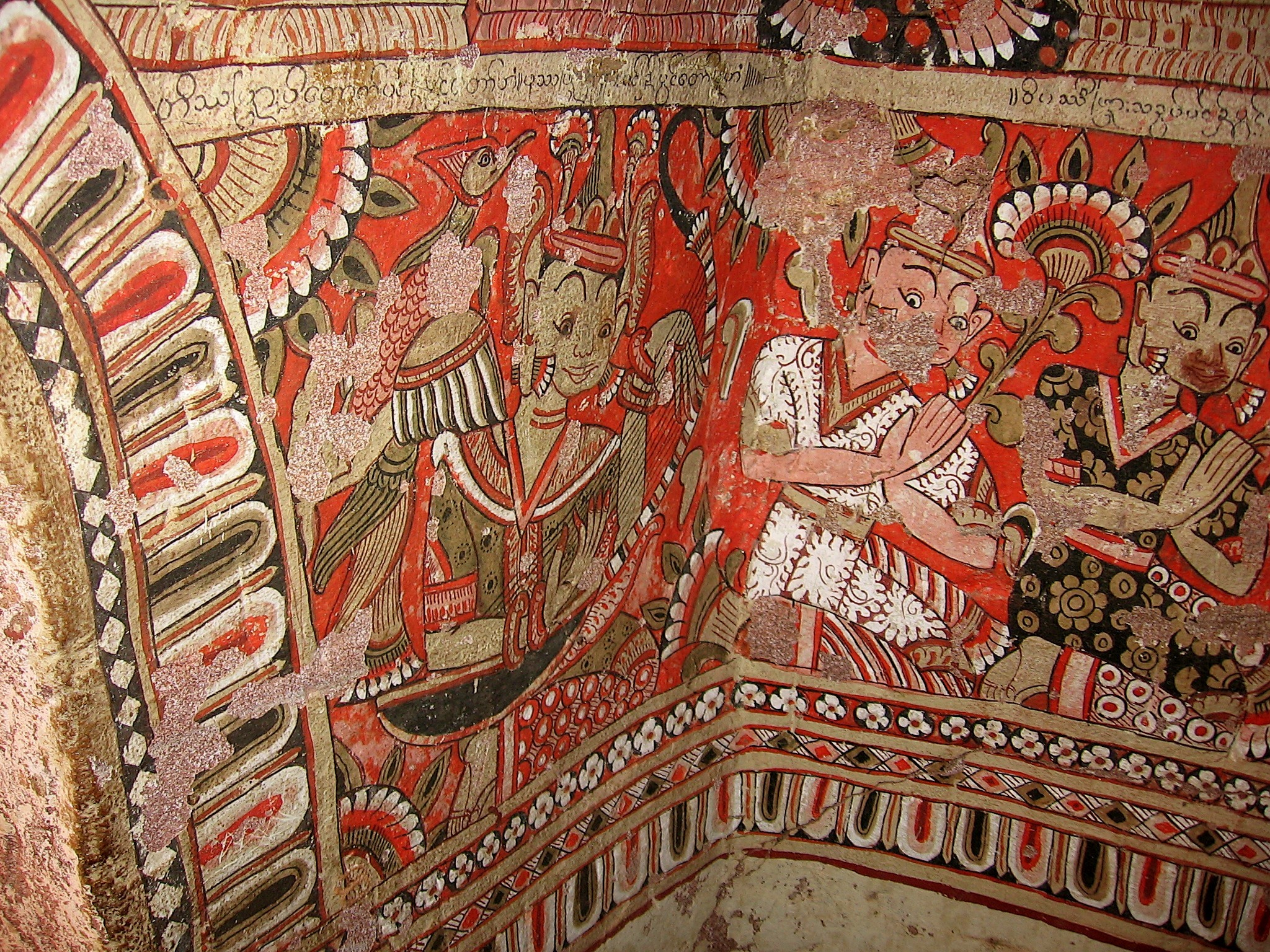
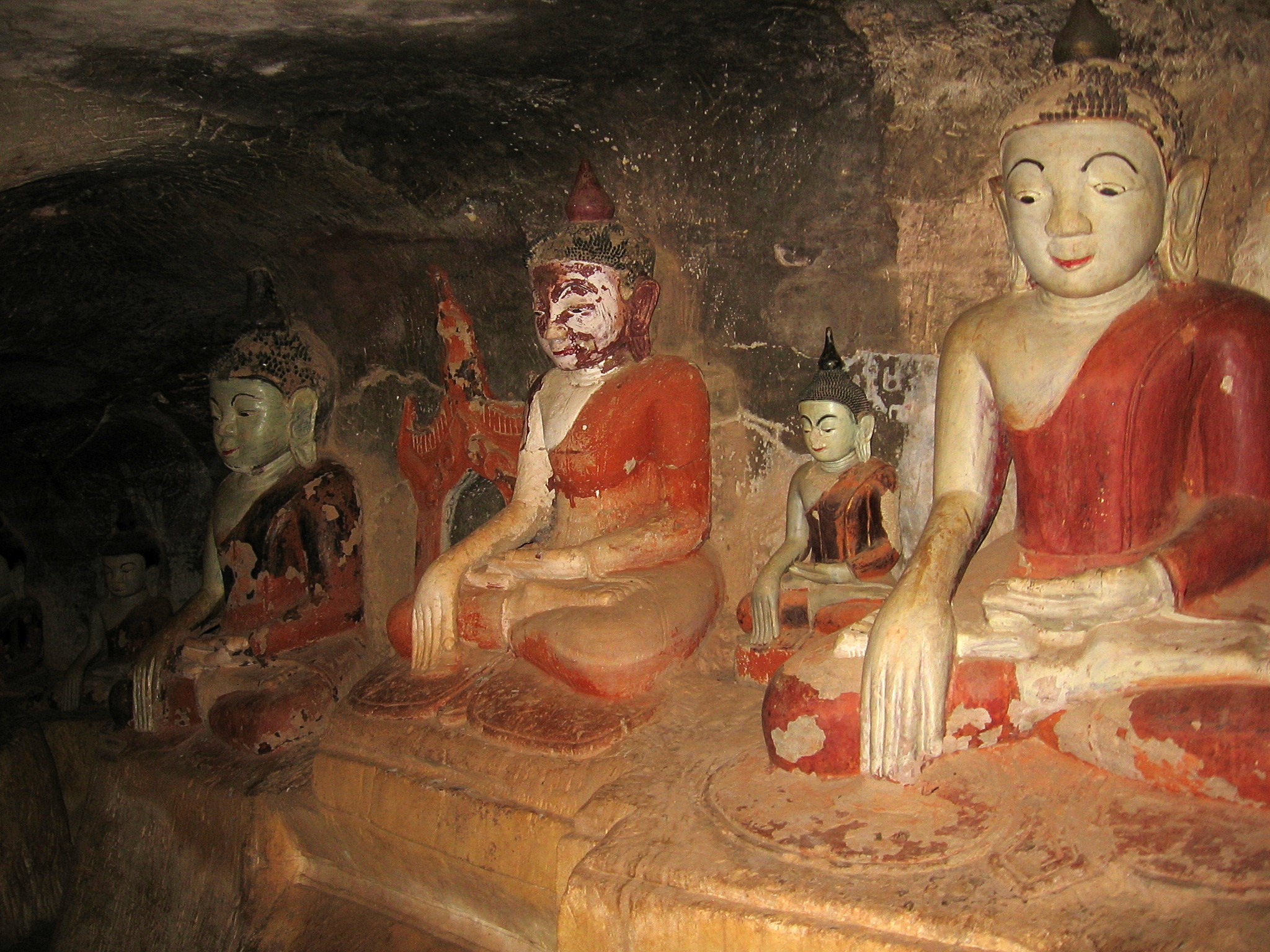
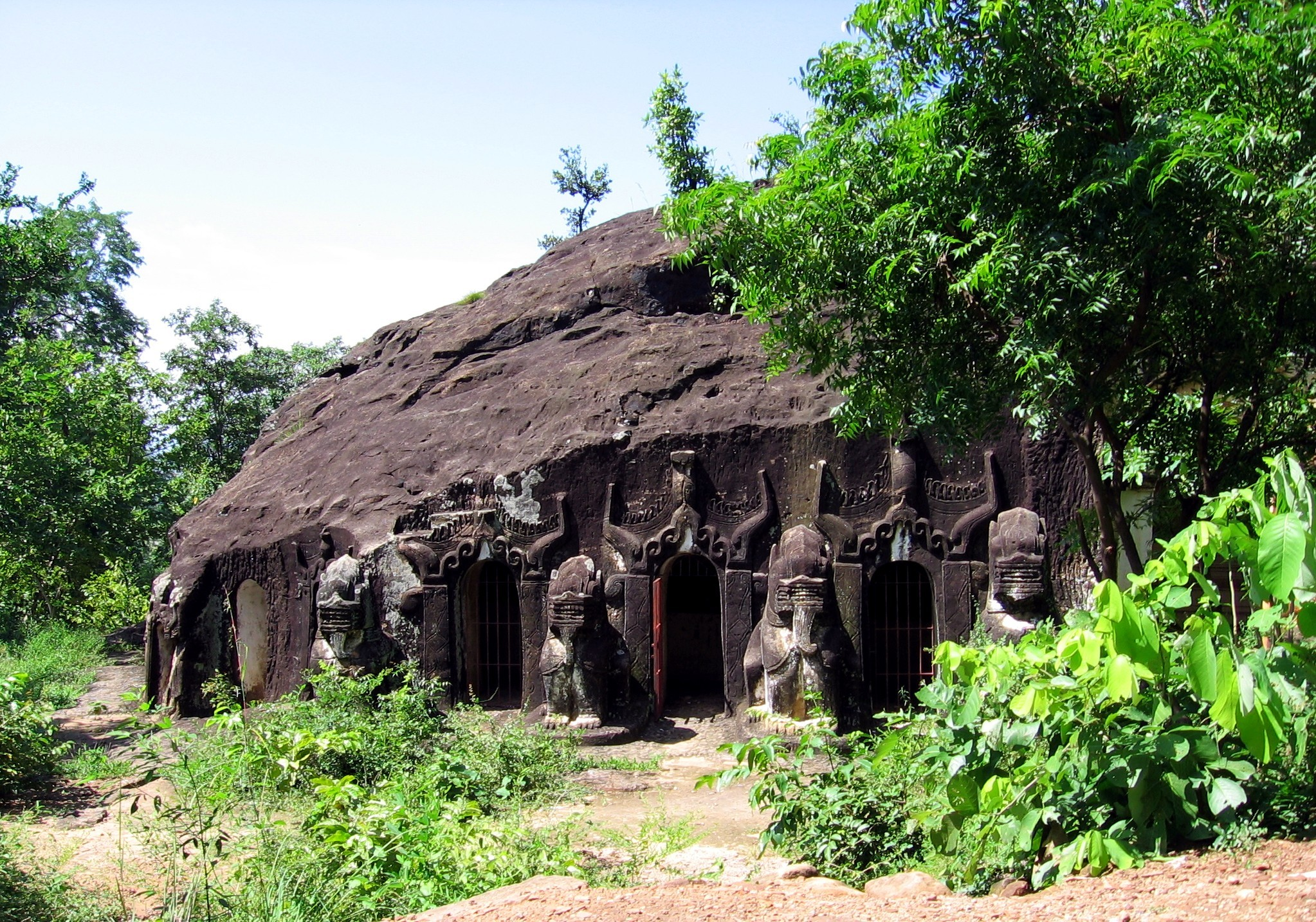
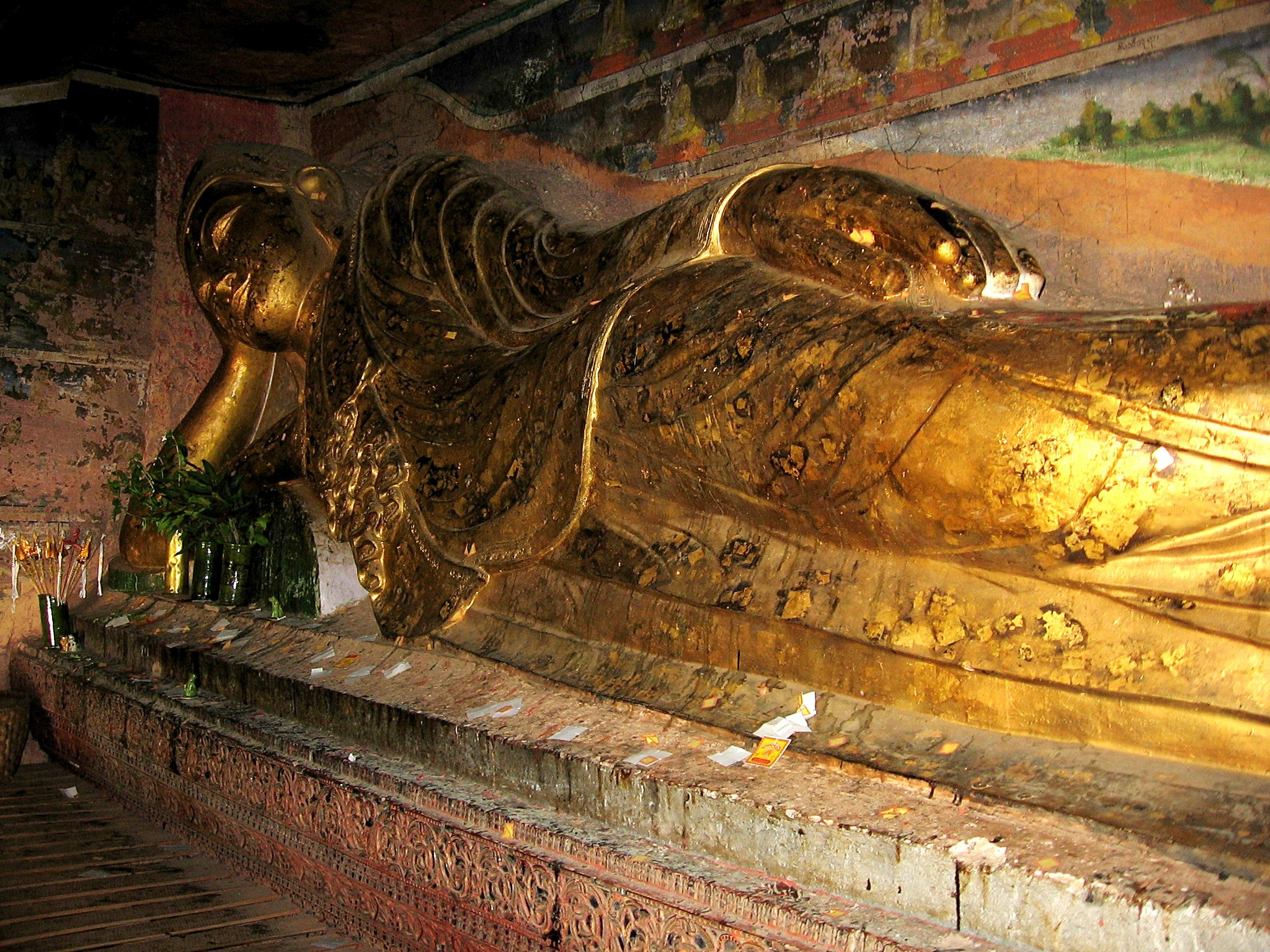
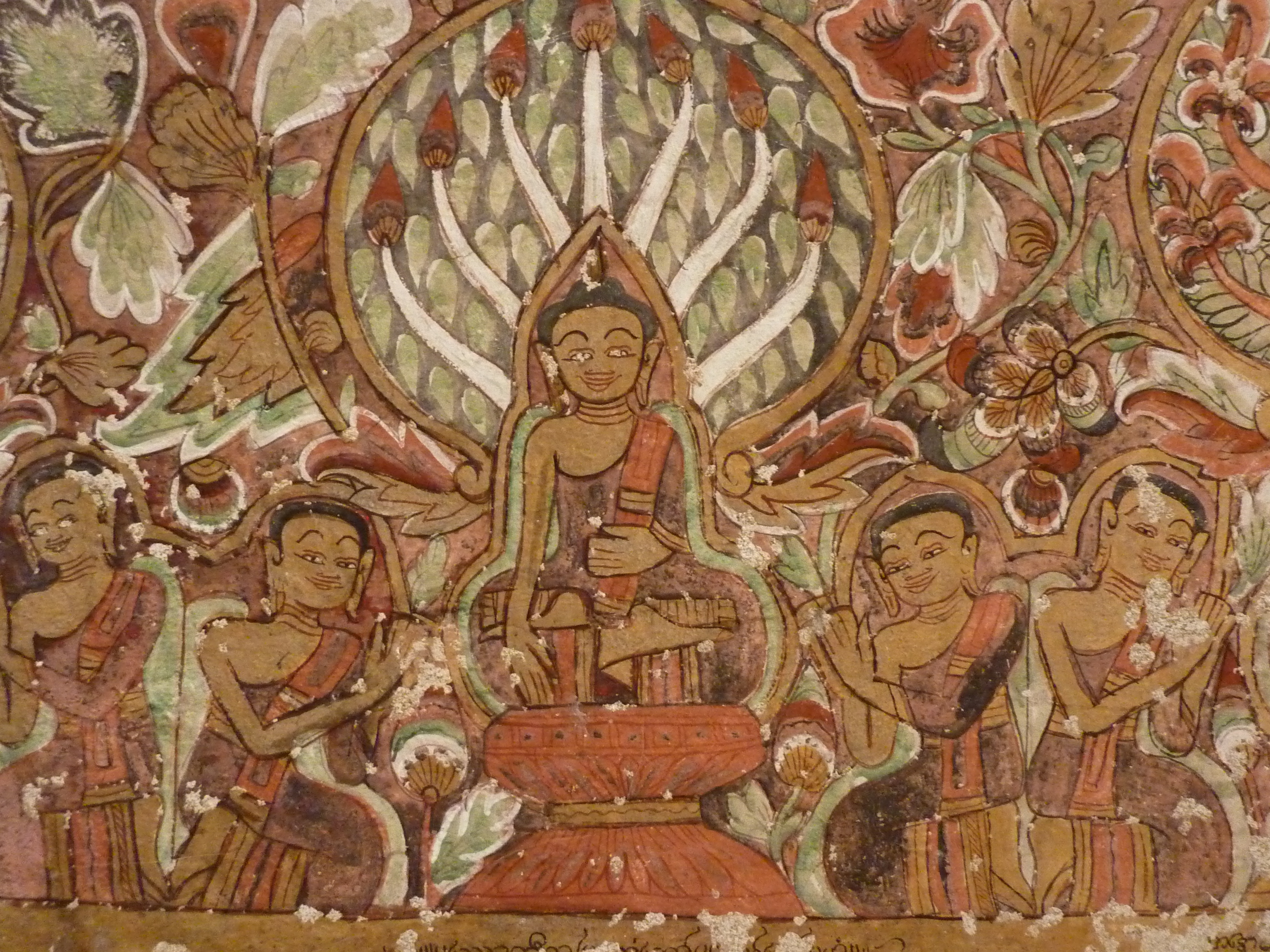